# Чикен Сэлад Чик

Логотип сети ресторанов

Chicken Salad Chick (Чикен Сэлад Чик) — сеть ресторанов быстрого питания с непринужденной обстановкой, где подают блюда из курицы. Данная сеть расположена в городе Оберн, штат Алабама. По состоянию на февраль 2015 год, эта сеть включает 25 ресторанов, имеющих право работать по франшизе, и 4 собственных магазина. Рестораны компании Chicken Salad Chick находятся в штатах Алабама, Флорида, Джорджия, Северная и Южная Каролина и Теннесси. Компания планирует открыть свои рестораны и в штате Техас в 2015 году. Стэйси и Кевин Браун основали компанию в городе Оберн, штат Алабама в 2008 году.

## История
Компания возникла благодаря Стэйси Браун, которая обходила дома в городе Оберн, штат Алабама и продавала свой домашний салат с курицей. Но департамент здравоохранения сообщил ей, что продажа еды, приготовленной дома, запрещена, поэтому Брауны разработали план по открытию своего ресторана.

## Меню
Компания поставляет 15 видов салата с курицей, сервированных на кусочке хлеба или листе салата латук. В ресторане также продают развесной салат с курицей на вынос. Кроме того, компания поставляет изысканные сэндвичи и гарниры.

## Награды
Chicken Salad Chick, расположенный в Панама-Сити-Бич, штат Флорида, выиграл во второй ежегодной премии People’s Choice Award, выдаваемой франшизам, в 2014 году.
В октябре 2014 года the Alabama Restaurant и Hospitality Alliance назвали Chicken Salad Chick рестораном 2014 года.
Недавно журнал Nation’s Restaurant News удостоил заведение звания «Прорыв 2015 года».

## Благотворительность
Фонд Chicken Salad Chick был основан компанией в августе 2014 года и является партнером Американского онкологического общества. Фонд также сотрудничает с банками продовольствия в городах, где расположен ресторан Chicken Salad Chick, чтобы помочь нуждающимся людям. Например, в 2014 году фонд пожертвовал более $ 6000 банку продовольствия в городе Чаттануга. С момента создания фонда, рестораны Чикен Сэлад Чик пожертвовали «… больше, чем $100000 на борьбу с раком и голодом в те города, где они расположены». Барклай Смит является директором данного фонда.